# Ференц Пушкаш (стадион)
Стадион „Ференц Пушкаш“ (на унгарски: Puskás Ferenc Stadion) е най-големият футболен стадион в Унгария, намиращ се в Будапеща.
Националният отбор по футбол на Унгария играе домакинските си мачове на стадиона, макар че също така домакинства и други събития като състезания по лека атлетика и концерти. Съоръжението е открито като Народен стадион (Népstadion), а през 2002 г. бива преименуван на унгарския футболист Ференц Пушкаш. Стадионът е затворен през 2016 г. и разрушен през 2017 г., за да даде бъде изградена Пушкаш Арена.

## История
Първият план на националния стадион е изготвен още през 1896 г., когато има вероятност Будапеща да бъде домакин на първите съвременни олимпийски игри.
През 1911 г. Будапеща е един от фаворитите за домакинство на Олимпийските игри през 1920 г. След поражението на Австро-Унгария в Първата световна война, Игрите се провеждат Антверпен.
През 1924 г. правителството налага спортен данък, който е трябвало да се използва за построяването на нов национален стадион, но накрая тези пари не са използвани за строежа.
Първоначално известен като „Népstadion“ („Народен стадион“) със 104 000 места е построен през 1948– 1953 с помощта на доброволци и войници. Открива се през 1953 г. По-малко от година след строителството, 23 май 1954, английския национален отбор претърпява най-голямата си загуба, губейки на 1:7 за унгарския отбор.
На 14 август 2002 г. унгарския футболен клуб Залаегерсег ТЕ премества първия си мач за квалификациите на Шампионска лига на УЕФА на този стадион, за да приеме Манчестър Юнайтед, за да побере 40 000 зрители. Те бяха възнаградени с това, че Залаегерсег отбеляза най-известната си европейска победа, побеждавайки с 1:0, като Бела Копларовикс става герой като вкарва в 92-ата минута.  губи реванша на Олд Трафорд с 0–5.
През 2002 г. стадионът е преименуван в чест на Ференц Пушкаш, широко смятан за най-добрия нападател в света по своето време и най-великия футболист на Унгария, който е бил звездата на националния отбор през годините на славата му от края на 40-те и началото на 1950-те . 

## Известни изпълнения
На 27 юли 1986 г. в рамките на своето европейско концертно турне "Меджик тур" Куийн пее на стадиона пред тълпа от над 80 000 души, някои от които са пътували от Полша и СССР. Други 45 000 фенове без билети слушат шоуто по високоговорителите пред стадиона. Концертът е заснет и пуснат в световен мащаб като концертен филм "Hungarian Rhapsody: Queen Live in Budapest". Това е едно от последните изпълнения на Куийн с Фреди Меркюри.
През 1988 г. стадионът е домакин на единствената спирка в комунистическа страна на световното турне с двадесет благотворителни концерта "Human Rights Now!", организирано от международната неправителствена независима организация за защита на човешките права Амнести Интернешънъл, с изпълнители като Трейси Чапман, Юсу Н'Дур, Питър Гейбриъл, Стинг и Брус Спрингстийн. Присъстват 81 000 души. 
Ежегодният фестивал за хардрок и хевиметъл музика "Monsters of Rock", в който участват Ей Си/Ди Си, Металика, Мотли Крю и Куинзрайк се провежда на стадиона през 1991 г.
Ю Ту изнасят концерт на стадиона на 23 юли 1993 г. по време на световното си турнето "Zoo TV Tour", пред тълпа от 60 000 души.
На 10 септември 1996 г. Майкъл Джексън по време на световното си турне "HIStory" събира публика от 65 000 души на стадиона.
Стадионът е домакин на Европейското първенство по лека атлетика през 1998 г.
Стивън Спилбърг ползва стадиона за снимките на филма от 2005 г. Мюнхен.  
Създателят на мюзикъла "Lord of the Dance", Майкъл Флатли изнася последното си танцово шоу "Celtic Tiger Live" на стадиона на 9 юли 2005 г. Концертът е изнесен за първи път пред публика. Тук са правени и репетициите. Шоуто е заснето за DVD.
Депеш Мод имат три концерта на стадиона: първият е на 12 юни 2006 г. по време на тяхното турне "Touring the Angel". Вторият е на 23 юни 2009 г. по време на тяхното световно турне  "Tour of the Universe", пред тълпа от 34 716 души. Третият е на 21 май 2013 г. по време на тяхното световна турне "The Delta Machine Tour", пред тълпа от 33 200 души. 
Роджър Уотърс представя албума The Wall на стадиона на 25 август 2013 г.